# Meseta de las Mascareñas

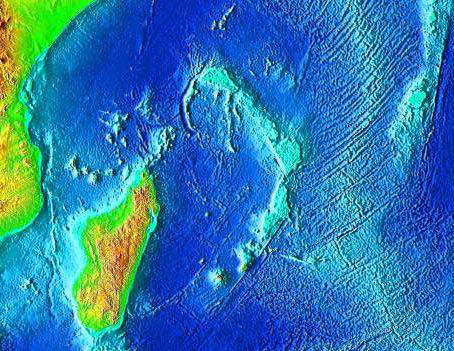
Topografía de la meseta

La meseta de las Mascareñas es una meseta oceánica situada al este de la isla de Madagascar que se extiende alrededor de 2000 km a lo largo entre las Seychelles al norte hasta la isla de Reunión en el sur. De este modo, cubre un espacio 115 000 km², con lo que es la mayor meseta del océano Índico, que ocupa en el centro-oeste, a una profundidad de entre 8−150 m, que contrastan con la profundidad del lecho de 4000 m.
La meseta formaba parte del área oriental de Gondwana, un “supercontinente” surgido hace 600 millones de años, que comenzó a fracturarse en el período jurásico. La meseta se sitúa al este de Madagascar y al sudoeste del Índico, y actualmente se extiende en un arco hasta el norte de las islas Seychelles. Situándose en ella los restos del antiguo y pequeño continente prehistórico desgarrado al que bautizaron como Mauritia bajo las tierras emergidas de las islas Mauricio y Reunión.
Luego de sucesivos desprendimientos que dieron lugar a Madagascar, India, Australia y la Antártida, que derivaron hasta ocupar sus actuales posiciones, un pedazo de esas masas continentales a la deriva, empezó a hundirse, por periodos de tiempo, estando emergida por última vez según estimaciones, hace unos 6000 años, cuando el nivel del mar bajó 130 metros durante la última glaciación.
La meseta de las Mascareñas, como Zealandia, son los restos de un continente casi sumergido, que se hundió después de separarse de India hace 60-85 millones de años. La mayor parte está hundida bajo el océano Índico, excepto el área de las Seychelles graníticas, que ocuparía las áreas montañosas remanentes que no se sumergieron. Las extensas islas situadas sobre la meseta corresponden a erupciones volcánicas que recubrieron la meseta o a crecimientos coralinos en las aguas poco profundas.
Fue un continente prehistórico, cuyos fragmentos quedaron tapados en parte por erupciones volcánicas y disimulados bajo una espesa capa de lava. Las partes sumergidas de la meseta está a profundidades que oscilan entre 8 y 150 metros de profundidad en el océano Índico, rodeada de un fondo oceánico a 4000 m de profundidad. 